# Недотрога мелкоцветковая
Недотро́га мелкоцветко́вая (лат. Impátiens parviflóra) — однолетнее растение; вид рода Недотрога семейства Бальзаминовые.

## Ботаническое описание
Недотрога мелкоцветковая — травянистое растение высотой от 30 до 60 см. Стебель ветвистый, прямостоячий, сочный, утолщённый в узлах.
Листья растения очерёдные, короткочерешковые, яйцевидные, заострённые, пильчатые. Длина листьев от 8 до 17 см, а ширина — от 4 до 8 см.
Цветки у растения мелкие, длиной около 15 мм. Чашечка светло-жёлтого цвета, состоит из трёх чашелистиков, задний видоизменён в прямой, длиной до 10 мм шпорец. Шпорец наружного чашелистика от 4 до 5 мм длиной, прямой, иногда булавовидный, на конце лепестки — сросшиеся по два, трёхлопастные бледно-жёлтые с красноватыми крапинками. Лепесток, противостоящий чашелистику со шпорцем, почти округлой формы, 5 мм длиной и шириной, жёлтого цвета. Венчик светло-жёлтого цвета. Внутри венчика — точки красного цвета.
Плод растения — удлинённая булавовидная коробочка.

## Распространение и экология
Первичный ареал — Средняя Азия. Встречается во влажных тенистых местах европейской части России, а также в Западной Сибири и в Средней Азии. Вид включен в ботанический атлас растений Ленинградской области.
В Европе заносный вид, распространившийся в XIX веке из культуры в ботанических садах; в Сибири также является заносным. 
Недотрога мелкоцветковая растёт по берегам рек, в ущельях и по каменистым склонам гор. 

## Химический состав растения
Надземная часть растения содержит сапонины тритерпеновые, алкалоиды (0,016 %), витамин C и следовые количества каротина, а также смолы (3,55 %), флавоновые гликозиды (0,43 %), кумарин, дубильные вещества.
В листьях растения содержатся углеводы (сахара, крахмал), витамин С, фенолкарбоновые кислоты (кофейная, п-кумаровая, феруловая, п-гидроксибензойная, ванилиновая, гентазиновая), кверцетин, кемпферол, лейкоантоцианы, антоцианы в гидролизате (дельфинидин, цианидин), нафтохиноны.
В семенах содержатся плантеоза, жирное масло (50,2 %), в его составе уксусная кислота.
При передозировке препаратов недотроги наблюдается угнетение деятельности сердца и рвота.

## Классификация

### Таксономия[4]
Impatiens parviflora DC., 1824, Prodr. 1: 687
Вид Недотрога мелкоцветковая относится к роду Недотрога (Impatiens) семейства Бальзаминовые (Balsaminaceae) порядка Верескоцветные (Ericales). Кладограмма в соответствии с Системой APG IV по состоянию на июнь 2023 года:
|  |                                      |  |                                   |                                   |                         |  | ещё 21 семейство | ещё 21 семейство |                          |  |  |  | еще 1 000 подтвержденных видов и 233 таксона, ожидающих подтверждения |
|  |                                      |  |                                   |                                   |                         |  | ещё 21 семейство | ещё 21 семейство |                          |  |  |  | еще 1 000 подтвержденных видов и 233 таксона, ожидающих подтверждения |
|  |                                      |  |                                   | порядок Верескоцветные            |                         |  |                  |                  | род Недотрога            |  |  |  |                                                                       |
|  |                                      |  |                                   | порядок Верескоцветные            |                         |  |                  |                  | род Недотрога            |  |  |  |                                                                       |
|  | отдел Цветковые, или Покрытосеменные |  |                                   |                                   | семейство Бальзаминовые |  |                  |                  | Недотрога мелкоцветковая |  |  |  |                                                                       |
|  | отдел Цветковые, или Покрытосеменные |  |                                   |                                   | семейство Бальзаминовые |  |                  |                  |                          |  |  |  |                                                                       |
|  |                                      |  | ещё 63 порядка цветковых растений | ещё 63 порядка цветковых растений |                         |  |                  | ещё 1 род        | ещё 1 род                |  |  |  |                                                                       |
|  |                                      |  |                                   | ещё 63 порядка цветковых растений |                         |  |                  |                  | ещё 1 род                |  |  |  |                                                                       |

### Синонимы
- Balsamina parviflora  (DC.) Ser.
- Impatiens nevskii  Pobed.
- Impatiens parviflora subsp. nevskii  (Pobed.) Tzvelev